# Temelji ekonomije stvarnoga svijeta
Temelji ekonomije stvarnoga svijeta: Što svaki student ekonomije mora znati knjiga je izdana 2019. autora Johna Komlosa koja govori o turbulentnost 21. stoljeća uključujući DotCom balon, financijsku krizu 2007. godine, rast desničarskog populizma, pandemiju koronavirusa, i brojne ratove tvrdeći da se ne može adekvatno razumjeti konvencijalnom ekonomijom baziranom na idejama 20. stoljeća.

## Kratak pregled
Knjiga opisuje situaciju onih povrijeđenih ekonomskim politikama neoliberalnih ekonomista. Kritizira one koji se zalažu za rezanje poreza i izgladnjivanje države, one koji podržavaju deregulaciju koja je kulminirala za Svjetske financijske krize 2007. godine te one koji su zagovarali hiperglobalizaciju koja je dovela do pojasa hrđe i rasta bijeloga nacionalizma.
Pruža pogled na to kako ekonomija zapravo funkcionira za tipičnu osobu, a ne kako akademici zamišljaju da funkcionira u fakultetskim učionicama. Predstavlja alternativne perspektive ekonomije pokazujući da model homo oeconomicus racionalnog agenta ne funkcionira u stvarnome svijetu. Također nastoji dokazati da su oligopoli puno bolji opis današnjih megakorporacija od savršena konkurentskoga poretka.
Udžbenik demonstrira koliko je obmanjujuće primjenjivati pretjerano pojednostavljene modele na stvarni svijet.
U knjizi se pojavljuju sljedeći autori: Kahneman s temom bihevioralne ekonomije, Galbraith koji govori o potrebi za protutežom vlasti, Case i Deaton o bolestima očaja, Minsky o financijskoj nestabilnosti, Krugman o novoj teoriji trgovine, Rawls o pravdi, Stiglitz o izdubljivanju srednje klase, Simon o ograničenoj racionalnosti i Veblen o upadljivoj potrošnji. Knjiga se zalaže za humanističku ekonomiju i kapitalizam s ljudskim licem.
Knjiga je prevedena na ruski, njemački, mađarski, rumunjski i kineski.